# Bubbler Ranx
Bubbler Ranx (* in Jamaika) ist ein karibischer Sänger und Rapper.

## Biografie
Ranx wurde als Gastsänger auf Peter Andrés Reggae-Single Mysterious Girl bekannt. Das Lied erschien bereits 1995, damals noch ohne Ranks, und erreichte Platz 1 der UK-Charts. Erst die gemeinsame Neuaufnahme mit Ranx’ selbstgetextetem Toasting hatte auch außerhalb Englands Erfolg und war im Sommer 1996 ein Top-10-Hit in Deutschland, Österreich und der Schweiz. In der heimatlichen Hitparade kletterte die Single auf Platz 2.
1998 veröffentlichte er den Dancehall-Track Bottle.
Im Oktober 2013 hatte Ranx einen Auftritt in der BBC2-Show Never Mind the Buzzcocks, in der Peter Andre, der als Gastmoderator zu sehen war, enthüllte, dass Ranx nun eine eigene Musikproduktionsfirma betreibt.

## Diskografie
Singles
- 1996: Mysterious Girl (Peter André feat. Bubbler Ranx)
- 1998: Bottle